# Bolivia ai Giochi della XXVIII Olimpiade
La Bolivia partecipò ai Giochi della XXVIII Olimpiade, svoltisi ad Atene, Grecia, dal 13 al 29 agosto 2004, con una delegazione di sette atleti impegnati in cinque discipline.

## Delegazione
| Sport            | Uomini | Donne | Totale |
| ---------------- | ------ | ----- | ------ |
| Atletica leggera | 1      | 1     | 2      |
| Ginnastica       | -      | 1     | 1      |
| Judo             | 1      | -     | 1      |
| Nuoto            | 1      | 1     | 2      |
| Tiro             | 1      | -     | 1      |
| Totale           | 4      | 3     | 7      |

## Risultati

### Atletica leggera
| Q | Qualificato al turno successivo per la Classifica in qualificazione                                                          |
| q | Qualificato per il turno successivo per ripescaggio o, negli eventi su campo, conquistando la misura minima per qualificarsi |

Maschile
Eventi su pista e strada
| Atleta            | Evento      | Batteria  | Batteria   | Semifinale      | Semifinale      | Finale          | Finale          |
| Atleta            | Evento      | Risultato | Classifica | Risultato       | Classifica      | Risultato       | Classifica      |
| ----------------- | ----------- | --------- | ---------- | --------------- | --------------- | --------------- | --------------- |
| Fadrique Iglesias | 800 m piani | 1'51"87   | 8º         | non qualificato | non qualificato | non qualificato | non qualificato |

Femminile
Eventi sul campo
| Atleta         | Evento       | Finale   | Finale     |
| Atleta         | Evento       | Distanza | Classifica |
| -------------- | ------------ | -------- | ---------- |
| Geovana Irusta | Marcia 20 km | 1h38'36  | 41ª        |

### Ginnastica

#### Ginnastica artistica
Femminile
| Atleta                  | Evento               | Attrezzo | Attrezzo | Attrezzo | Attrezzo | Qualificazione | Qualificazione | Attrezzo        | Attrezzo        | Attrezzo        | Attrezzo        | Finale          | Finale          |
| Atleta                  | Evento               | V        | P        | T        | CL       | Totale         | Posizione      | V               | P               | T               | CL              | Totale          | Posizione       |
| ----------------------- | -------------------- | -------- | -------- | -------- | -------- | -------------- | -------------- | --------------- | --------------- | --------------- | --------------- | --------------- | --------------- |
| María José de la Fuente | Concorso individuale | 8.625    | 8.312    | 7.387    | 8.325    | 32.649         | 61ª            | non qualificata | non qualificata | non qualificata | non qualificata | non qualificata | non qualificata |

### Judo
Maschile
| Atleta        | Evento | 16-esimi                | Ottavi               | Quarti               | Semifinali           | Ripescaggio          | Finale               | Pos.            |
| Atleta        | Evento | Avversario Punteggio    | Avversario Punteggio | Avversario Punteggio | Avversario Punteggio | Avversario Punteggio | Avversario Punteggio | Pos.            |
| ------------- | ------ | ----------------------- | -------------------- | -------------------- | -------------------- | -------------------- | -------------------- | --------------- |
| Juan José Paz | -66 kg | Young (AUS) P 0000–0103 | non qualificato      | non qualificato      | non qualificato      | non qualificato      | non qualificato      | non qualificato |

### Nuoto
Maschile
| Atleta             | Evento            | Batteria  | Batteria   | Semifinale      | Semifinale      | Finale          | Finale          |
| Atleta             | Evento            | Risultato | Classifica | Risultato       | Classifica      | Risultato       | Classifica      |
| ------------------ | ----------------- | --------- | ---------- | --------------- | --------------- | --------------- | --------------- |
| Mauricio Prudencio | 50 m stile libero | 24"82     | =58º       | non qualificato | non qualificato | non qualificato | non qualificato |

Femminile
| Atleta          | Evento     | Batteria  | Batteria   | Semifinale      | Semifinale      | Finale          | Finale          |
| Atleta          | Evento     | Risultato | Classifica | Risultato       | Classifica      | Risultato       | Classifica      |
| --------------- | ---------- | --------- | ---------- | --------------- | --------------- | --------------- | --------------- |
| Katerine Moreno | 100 m rana | 1'18"25   | 41ª        | non qualificata | non qualificata | non qualificata | non qualificata |

### Tiro a segno/volo
Maschile
| Atleta             | Evento                      | Qualificazioni | Qualificazioni | Finale          | Finale          |
| Atleta             | Evento                      | Punti          | Classifica     | Punti           | Classifica      |
| ------------------ | --------------------------- | -------------- | -------------- | --------------- | --------------- |
| Rudolf Knijnenburg | Pistola 10 m aria compressa | 548            | 47º            | non qualificato | non qualificato |